# Sean Dunphy
Sean Dunphy (ur. 30 listopada 1937 w Whitehall w Dublinie, zm. 17 maja 2011 Baldoyle tamże) – irlandzki wokalista.

## Życiorys
Z zawodu był cieślą. Zgłosił się do Earla Gilla, szukającego wówczas wokalisty w swojej grupie The Hoedowners. Z zespołem w latach 1966–1973 wydali 14 singli doprowadzając je na Irish Singles Chart, w tym dwie: Lonely Woods of Upton i When The Fields Were White With Daisies do miejsca pierwszego.
W 1967 roku wystąpił w Konkursie Piosenki Eurowizji z piosenką "If I Could Choose", z którą zajął ostatecznie drugie miejsce w finałowej klasyfikacji.
Zmarł 17 maja 2011 roku, dzień po koncercie, który zagrał na otwarciu Arts Week at St Michael's House w Baldoyle.
Był żonaty, miał trzech synów i córkę. Jego syn Brian jest członkiem irlandzkiego zespołu The High Kings.

## Dyskografia

### Albumy studyjne
- 1994 Journey Through Ireland
- 2002 Ireland to Remember
- 2002 Irish Singalong
- 2004 My Favourite Irish Songs
- 2005 My Heart Is in Ireland[3]